# Breaker
Breaker – trzeci album studyjny niemieckiego zespołu heavymetalowego Accept wydany 16 marca 1981 roku przez wytwórnię Brain.

## Lista utworów
Autorami utworów, jeśli nie podano inaczej, są Peter Baltes, Udo Dirkschneider, Jörg Fischer, Wolf Hoffmann i Stefan Kaufmann.
1. „Starlight” – 3:52
2. „Breaker” – 3:35
3. „Run If You Can” (Baltes / Dirkschneider / Kaufmann) – 4:48
4. „Can't Stand the Night” – 5:23
5. „Son of a Bitch” – 3:53
6. „Burning” – 5:13
7. „Feelings” – 4:48
8. „Midnight Highway” (Baltes / Dirkschneider / Kaufmann) – 3:58
9. „Breaking Up Again” (Baltes / Dirkschneider / Kaufmann) – 4:37
10. „Down and Out” – 3:44

## Twórcy
- Udo Dirkschneider – śpiew
- Wolf Hoffmann – gitara elektryczna
- Jörg Fischer – gitara elektryczna
- Peter Baltes – gitara basowa, śpiew (9)
- Stefan Kaufmann – perkusja, wokal wspierający
- Dirk Steffens – produkcja
- Michael Wagener – inżynieria dźwięku, miksowanie
- Heinz-G. Bieringer – zdjęcia
- Stefan Böhle  – zdjęcia (okładka)